# Draeculacephala antica
Draeculacephala antica är en insektsart som beskrevs av Walker 1851. Draeculacephala antica ingår i släktet Draeculacephala och familjen dvärgstritar. Inga underarter finns listade i Catalogue of Life.